# 3-idrossi-2-metilpiridinecarbossilato diossigenasi
La 3-idrossi-2-metilpiridinecarbossilato diossigenasi è un enzima appartenente alla classe delle ossidoreduttasi, che catalizza la seguente reazione:
3-idrossi-2-metilpiridina-5-carbossilato + NAD(P)H + H+ + O2 ⇄ 2-(acetamidometilene)succinato + NAD(P)+
L'enzima è una flavoproteina (FAD).